# Okres Várpalota

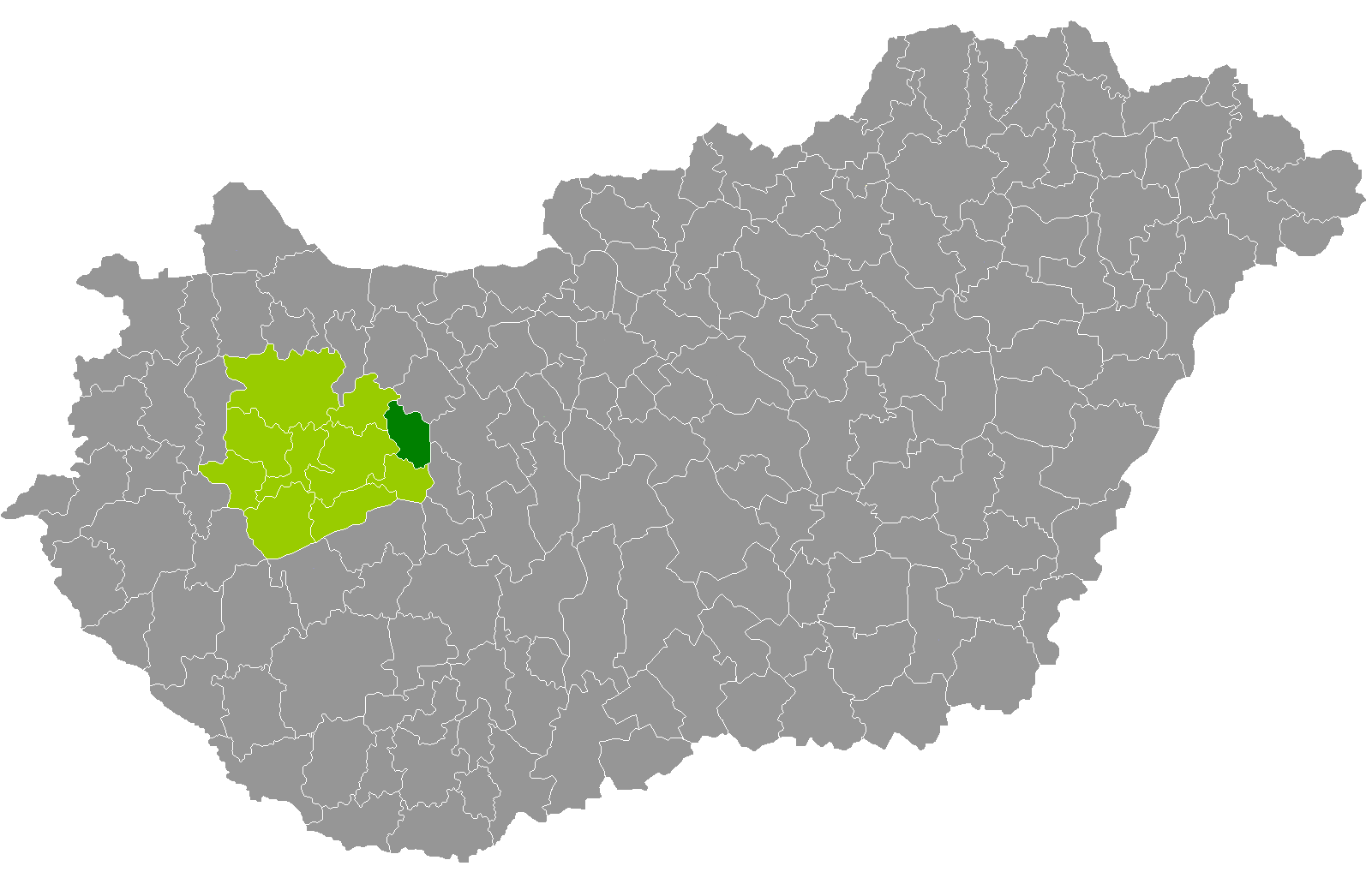
Okres Várpalota

Okres Várpalota (maďarsky Várpalotai járás) je okres v Maďarsku v župě Veszprém. Jeho správním centrem je město Várpalota.

## Sídla
V okrese jsou dvě města a 6 obcí.
- Berhida
- Jásd
- Ősi
- Öskü
- Pétfürdő
- Tés
- Vilonya
- Várpalota